# Pjenušavo voćno vino
Pjenušavo voćno vino je vrsta voćnog vina. Dobivamo ga alkoholnim vrenjem od voćnog soka ili sekundarnim alkoholnim vrenjem od voćnog vina koje, kada se otvori posuda, otpušta ugljični dioksid koji potječe isključivo od vrenja i ima tlak od najmanje 3,0 bara kao posljedicu otopljenog ugljičnog dioksida pri temperaturi zatvorene posude od 20°C. Pri označavanju ovog vina, ne smije se koristiti naziv pjenušac.